# 費爾南多迪諾羅尼亞海洋國家公園
3°52′01″S 32°26′46″W / 3.867°S 32.446°W
費爾南多迪諾羅尼亞海洋國家公園（Fernando de Noronha Marine National Park），是巴西的國家公園，位於該國東北部伯南布哥州，成立於1988年9月14日，佔地1.1萬公頃，覆蓋費爾南多·迪諾羅尼亞群島地區。